# Alejandro Davidovich Fokina
Alejandro Davidovich Fokina (Málaga, 5 juni 1999) is een Spaanse tennisspeler. Hij heeft één titel in het dubbelspel op zijn naam staan, samen met Roberto Carballés Baena. Daarnaast heeft hij ook twee challengers in het enkelspel op zijn naam staan. Hij was in 2022 de jongste Spanjaard sinds Rafael Nadal in 2008 die de top 35 bereikte. Sindsdien heeft Carlos Alcaraz hem nog overtroffen. 
In 2019 bereikte hij zijn eerste halve finale in een ATP-toernooi, en dat als een qualifier. 
In 2020 behaalde hij de vierde ronde in het enkelspel van het US Open. 
In het jaar nadien, 2021, behaalde hij de kwartfinale in het enkelspel van Roland Garros. Hij versloeg onder andere Casper Ruud.

## Palmares
| Legenda                       | Legenda               |
| ----------------------------- | --------------------- |
| Grand Slam                    |                       |
| Olympische Spelen             |                       |
| tot 2009                      | vanaf 2009            |
| Tennis Masters Cup            | ATP Finals            |
| ATP Masters Series            | ATP Tour Masters 1000 |
| ATP International Series Gold | ATP Tour 500          |
| ATP International Series      | ATP Tour 250          |

### Enkelspel
| Nr.                  | Datum             | Toernooi        | Ondergrond | Tegenstander in finale | Score          | Details |
| -------------------- | ----------------- | --------------- | ---------- | ---------------------- | -------------- | ------- |
| Verloren finales     |                   |                 |            |                        |                |         |
| 1.                   | 20 mei 2018       | ATP Monte Carlo | Gravel     | Stéfanos Tsitsipás     | 3–6, 6–7(3)    | Details |
| Gewonnen challengers |                   |                 |            |                        |                |         |
| 1.                   | 15 september 2019 | Sevilla         | Gravel     | Jaume Munar            | 2-6, 6-2, 6-2  |         |
| 2.                   | 27 oktober 2019   | Liuzhou         | Hardcourt  | Denis Istomin          | 6-3, 5-7, 7-65 |         |

### Dubbelspel
| Nr.                          | Datum        | Toernooi     | Ondergrond | Partner                 | Tegenstanders in finale      | Score     | Details |
| ---------------------------- | ------------ | ------------ | ---------- | ----------------------- | ---------------------------- | --------- | ------- |
| Gewonnen finales herendubbel |              |              |            |                         |                              |           |         |
| 1.                           | 1 maart 2020 | ATP Santiago | Gravel     | Roberto Carballés Baena | Marcelo Arévalo Jonny O'Mara | 7-63, 6-1 | Details |

### Landencompetities
| Nr.              | Datum                | Toernooi  | Ondergrond    | Partner(s)                                                                    | Tegenstanders in finale                                                                      | Score                | Details |
| ---------------- | -------------------- | --------- | ------------- | ----------------------------------------------------------------------------- | -------------------------------------------------------------------------------------------- | -------------------- | ------- |
| verloren finales |                      |           |               |                                                                               |                                                                                              |                      |         |
| 1.               | 1-9 januari 2022     | ATP Cup   | Hardcourt     | Roberto Bautista Agut Pablo Carreño Busta Albert Ramos Viñolas Pedro Martínez | Félix Auger-Aliassime Denis Shapovalov Brayden Schnur Steven Diez                            | 0-2 (2 wedstrijden)  | Details |
| 2.               | 22-24 september 2023 | Laver Cup | Hardcourt (i) | Andrej Roebljov Casper Ruud Hubert Hurkacz Gaël Monfils Arthur Fils           | Taylor Fritz Frances Tiafoe Tommy Paul Félix Auger-Aliassime Ben Shelton Francisco Cerúndolo | 2-13 (9 wedstrijden) | details |

## Resultaten grote toernooien
| Legenda | Legenda                          |
| ------- | -------------------------------- |
| g.t.    | geen toernooi gehouden           |
| l.c.    | lagere categorie                 |
| –       | niet deelgenomen                 |
| G       | uitgeschakeld in de groepsfase   |
| 1R      | uitgeschakeld in de eerste ronde |
| 2R      | uitgeschakeld in de tweede ronde |
| 3R      | uitgeschakeld in de derde ronde  |
| 4R      | uitgeschakeld in de vierde ronde |
| KF      | uitgeschakeld in de kwartfinale  |
| HF      | uitgeschakeld in de halve finale |
| F       | de finale verloren               |
| W       | het toernooi gewonnen            |
| w-v     | winst/verlies-balans             |

### Enkelspel
| grandslamtoernooien  |      |      |      |      |      |   |
| Australian Open      | –    | 2R   | –    | 2R   | 2R   |   |
| Roland Garros        | 1R   | 2R   | KF   | 1R   | 3R   |   |
| Wimbledon            | –    | g.t. | 1R   | 2R   | 3R   |   |
| US Open              | –    | 4R   | 1R   | 4R   | 3R   |   |
| ATP Masters 1000     |      |      |      |      |      |   |
| Indian Wells         | –    | g.t. | 2R   | 2R   | KF   |   |
| Miami                | –    | g.t. | –    | 1R   | 3R   |   |
| Monte Carlo          | –    | g.t. | KF   | F    | 1R   |   |
| Madrid               | 1R   | g.t. | 2R   | 2R   | 4R   |   |
| Rome                 | –    | 1R   | 3R   | 2R   | 3R   |   |
| Montreal/Toronto     | –    | g.t. | 1R   | 1R   | HF   |   |
| Cincinnati           | –    | –    | 1R   | 1R   | 2R   |   |
| Shanghai             | –    | g.t. | g.t. | g.t. | 2R   |   |
| Parijs               | –    | 3R   | 1R   | 1R   | 2R   |   |
| olympisch            |      |      |      |      |      |   |
| Olympische Spelen    | g.t. | g.t. | 3R   | g.t. | g.t. |   |
| statistieken         |      |      |      |      |      |   |
| totaal aantal titels | 0    | 0    | 0    | 0    | 0    | 0 |
| eindejaarsranking    | 87   | 52   | 50   | 31   | 26   |   |

### Dubbelspel
| toernooi             | 2020 | 2021 | 2022 | 2023 | 2024 |
| -------------------- | ---- | ---- | ---- | ---- | ---- |
| grandslamtoernooien  |      |      |      |      |      |
| Australian Open      | –    | –    | 1R   | –    |      |
| Roland Garros        | –    | 1R   | –    | –    |      |
| Wimbledon            | –    | 1R   | –    | 2R   |      |
| US Open              | –    | –    | –    | –    |      |
| ATP Masters 1000     |      |      |      |      |      |
| Indian Wells         | g.t. | 1R   | 1R   | –    |      |
| Miami                | g.t. | –    | –    | –    |      |
| Monte Carlo          | g.t. | –    | –    | –    |      |
| Madrid               | g.t. | –    | –    | 1R   |      |
| Rome                 | –    | –    | –    | 1R   |      |
| Montreal/Toronto     | g.t. | –    | –    | –    |      |
| Cincinnati           | –    | –    | –    | 1R   |      |
| Shanghai             | g.t. | g.t. | g.t. | –    |      |
| Parijs               | –    | –    | –    | –    |      |
| olympisch            |      |      |      |      |      |
| Olympische Spelen    | g.t. | 1R   | g.t. | g.t. |      |
| statistieken         |      |      |      |      |      |
| totaal aantal titels | 1    | 0    | 0    | 0    | 0    |
| eindejaarsranking    | 225  | 244  | 410  | 583  |      |